# Гавшин, Игорь
Игорь А. Гавшин (28 декабря 1978) — киргизский футболист и футбольный тренер.

## Биография
В высшей лиге Кыргызстана выступал без особого успеха в 1995—2002 годах за «Алай» (Ош), «Динамо» (Аламедин), бишкекские «Эколог» и «Эркин-Фарм»/«Динамо». В 1997 году в составе «Динамо» (Аламедин), игравшего тогда в первой лиге, стал полуфиналистом Кубка Кыргызстана.
С середины 2000-х годов в течение более десяти лет играл в первой лиге за «Наше Пиво» (Кант). Неоднократный победитель и призёр турнира северной зоны первой лиги. Дважды становился лучшим бомбардиром турнира — в 2013 году забил 24 гола в 20 турах, а в 2014 году — 13 голов в 16 турах.
Позднее выступал в соревнованиях ветеранов. В 2016 году стал лучшим игроком и лучшим бомбардиром (46 голов) чемпионата Кыргызстана среди ветеранов, в 2017 году также забил более 40 голов в этом турнире.
По состоянию на 2015 год работал начальником команды в «Абдыш-Ате». В августе 2017 года исполнял обязанности главного тренера «Абдыш-Аты», под его руководством команда провела два матча. Изначально сообщалось о его назначении до конца сезона, но после поражения в полуфинале Кубка Кыргызстана от «Дордоя» (1:2) он был заменён на Валерия Березовского. Имеет тренерскую лицензию «Б».